# دينيس ويلكوكس
دينيس ويلكوكس (4 يونيو 1910 في المملكة المتحدة - 6 فبراير 1953) (بالإنجليزية: Denys Wilcox)‏ هو لاعب كريكت بريطاني (وحمل سابقاً جنسية المملكة المتحدة لبريطانيا العظمى وأيرلندا). لعب مع نادي مقاطعة ساسكس للكريكت ‏.

## وصلات خارجية
- دينيس ويلكوكس على موقع إي آس بي آن كريك إنفو (الإنجليزية)